# 2 Years On
Two Years On fou el vuitè àlbum publicat per la banda Bee Gees. Es va publicar l'any 1970 i va provocar un èxit espontani amb més de 300.000 vendes en tot al món. L'àlbum va ser testimoni del retorn de Robin Gibb al grup després de les disputes sorgides amb la producció de l'àlbum Odessa.
El març de 1969, Robin va anunciar que deixava la banda. Al juny, va publicar el seu primer senzill en solitari Saved by the Bell, que va arribar al número 2 de les llistes del Regne Unit. A l'agost, el bateria Colin Petersen va ser acomiadat i substituït per Terry Cox per completar l'àlbum Cucumber Castle. Abans del llançament de l'àlbum, Barry i Maurice van anunciar que els Bee Gees s'havien separat el desembre de 1969. La parella va publicar els senzills Railroad de Maurice i I'll Kiss Your Memory de Barry, però els seus respectius àlbums The Loner i The Kid's No Good romanen inèdits fins al dia d'avui. Durant la dissolució temporal del grup, Maurice va aparèixer a la producció de teatre musical londinenca Sing a Rude Song. Maurice recorda: «Ens vam cansar de tots els advocats barallant-se pels nostres actius, així que vam marxar d'aquesta gran reunió cimera i vam tornar a engegar el grup».
1. 2 Years On–3:57 (Robin Gibb, Maurice Gibb)
2. Portrait of Louise–2:35 (Barry Gibb)
3. Man for All Seasons–2:59 (B. Gibb, R. Gibb, M.Gibb)
4. Sincere Relation–2:46 (R. Gibb, M. Gibb)
5. Back Home–1:52 (B. Gibb, R. Gibb, M. Gibb)
6. The First Mistake I Made–4:03 (B. Gibb)
7. Lonely Days–3:45 (B. Gibb, R. Gibb, M. Gibb)
8. Alone Again–3:00 (R. Gibb)
9. Tell Me Why–3:13 (B. Gibb)
10. Lay It on Me–2:07 (M. Gibb)
11. Every Second, Every Minute–3:01 (B. Gibb)
12. I'm Weeping–2:45 (R. Gibb)

| Two Years On                                                            | Two Years On                  | Two Years On                  |
| Àlbum d'estudi dels Bee Gees                                            | Àlbum d'estudi dels Bee Gees  | Àlbum d'estudi dels Bee Gees  |
| ----------------------------------------------------------------------- | ----------------------------- | ----------------------------- |
| Publicació                                                              | Dessembre de 1970             | Dessembre de 1970             |
| Gèneres                                                                 | Pop, Rock, Rock Barroco       | Pop, Rock, Rock Barroco       |
| Duració                                                                 | 35:57                         | 35:57                         |
| Discogràfica                                                            | Polydor Records, Atco Records | Polydor Records, Atco Records |
| Productor(s)                                                            | The Bee Gees, Robert Stigwood | The Bee Gees, Robert Stigwood |
| Calificacions professionals                                             |                               |                               |
|                                                                         |                               |                               |
| Cronologia de Bee Gees                                                  |                               |                               |
| \| Cucumber Castle (1970) \| Two Years On (1970) \| Trafalgar (1971) \| |                               |                               |
| Cucumber Castle (1970)                                                  | Two Years On (1970)           | Trafalgar (1971)              |